# Jan Glinczewski
Jan Glinczewski (ur. 4 grudnia 1942 w Winnicy, zm. 14 września 2016 w Krakowie) – polski nauczyciel i działacz społeczny, związany ze środowiskami Polaków na Ukrainie.

## Życiorys
Podtrzymywał polskość na terenie Podola. W latach 80. XX wieku był współzałożycielem Polskiego Kulturalno-Oświatowego Stowarzyszenia Polaków „Jedność”, powstałego w Kijowie, które w 1991 roku przekształciło się w Związek Polaków na Ukrainie. Był założycielem Konfederacji Polaków Podola oraz pełnił funkcję dyrektora Polskiej Szkoły Sobotnio-Niedzielnej w Winnicy. W latach 90. XX wieku działał na rzecz odnowy współpracy pomiędzy Winnicą a Kielcami. Dzięki m.in. jego staraniom doszło do ufundowania przez władze Kielc a następnie wmurowania i odsłonięcia w 2008 roku tablicy upamiętniającej spotkanie w Winnicy Józefa Piłsudskiego oraz Semena Petlury, które to wydarzenie miało miejsce w maju 1920 roku. Natomiast w 2014 był inicjatorem umieszczenia w winnickim Centralnym Parku Miejskim dwujęzycznych tablic, upamiętniających masowe morderstwa, dokonywane na mieszkańcach miasta przez NKWD w latach 1937-1938. Był również autorem licznych publikacji historycznych.
Zmarł w wyniku urazu kręgosłupa, spowodowanego upadkiem z drzewa.
Został pochowany na cmentarzu Prądnik Czerwony (Batowickim) w Krakowie (kw. CCCXX-7-13).

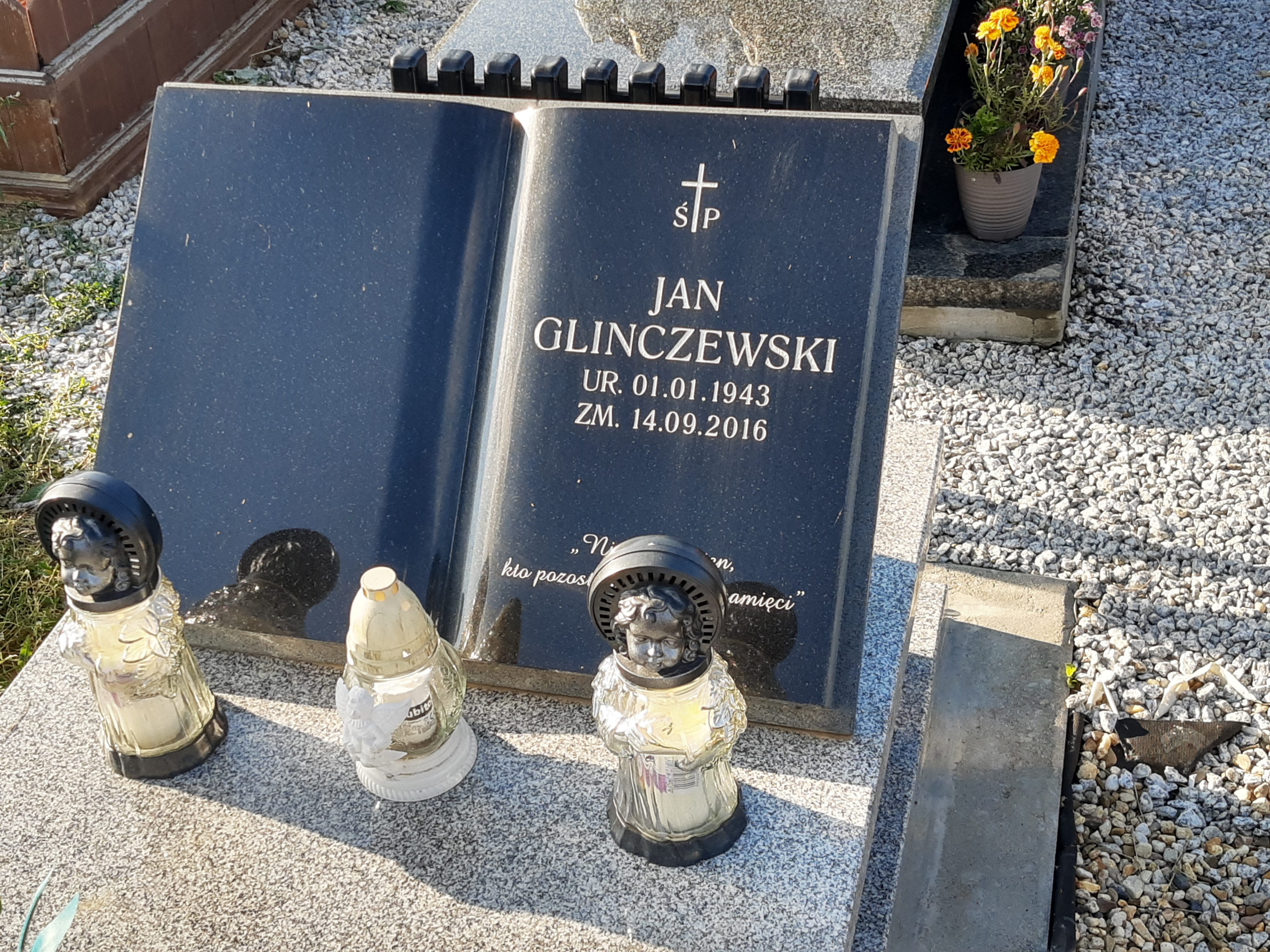
Grób Jana Glinczewskiego na Cmentarzu Prądnik Czerwony

## Odznaczenia i nagrody
W uznaniu swych zasług został uhonorowany Krzyżem Kawalerskim Orderu Odrodzenia Polski, Medalem Pro Memoria oraz Odznaką „Zasłużony dla Kultury Polskiej”. W 2008 roku otrzymał „Nagrodę Miasta Kielce”.